# Portugal vid världsmästerskapen i friidrott 2023
Portugal tävlade vid världsmästerskapen i friidrott 2023 i Budapest i Ungern mellan den 19 och 27 augusti 2023.

## Resultat
Portugals trupp bestod av 29 idrottare.

### Herrar
Gång- och löpgrenar
| Idrottare   | Gren              | Försöksheat | Försöksheat | Semifinal        | Semifinal        | Final            | Final            |
| Idrottare   | Gren              | Resultat    | Placering   | Resultat         | Placering        | Resultat         | Placering        |
| ----------- | ----------------- | ----------- | ----------- | ---------------- | ---------------- | ---------------- | ---------------- |
| João Coelho | 400 meter         | 45,38       | 6           | Gick inte vidare | Gick inte vidare | Gick inte vidare | Gick inte vidare |
| Isaac Nader | 1 500 meter       | 3.34,36     | 5 Q         | 3.35,31          | 5 Q              | 3.35,41          | 12               |
| João Vieira | 20 kilometer gång | —           | —           | —                | —                | 1:23.37          | 33               |
| João Vieira | 35 kilometer gång | —           | —           | —                | —                | 0DNF0            | 0DNF0            |

Teknikgrenar
| Idrottare       | Gren          | Kval       | Kval      | Final            | Final            |
| Idrottare       | Gren          | Distans    | Placering | Distans          | Placering        |
| --------------- | ------------- | ---------- | --------- | ---------------- | ---------------- |
| Pedro Buaró     | Stavhopp      | 5,35       | =26       | Gick inte vidare | Gick inte vidare |
| Tiago Pereira   | Tresteg       | 16,77 0SB0 | 9 q       | 16,26            | 11               |
| Pedro Pichardo  | Tresteg       | 0DNS0      | 0DNS0     | Gick inte vidare | Gick inte vidare |
| Tsanko Arnaudov | Kulstötning   | 19,17      | 30        | Gick inte vidare | Gick inte vidare |
| Francisco Belo  | Kulstötning   | 19,24      | 27        | Gick inte vidare | Gick inte vidare |
| Leandro Ramos   | Spjutkastning | 74,03      | 31        | Gick inte vidare | Gick inte vidare |

### Damer
Gång- och löpgrenar
| Idrottare        | Gren              | Försöksheat | Försöksheat | Semifinal        | Semifinal        | Final            | Final            |
| Idrottare        | Gren              | Resultat    | Placering   | Resultat         | Placering        | Resultat         | Placering        |
| ---------------- | ----------------- | ----------- | ----------- | ---------------- | ---------------- | ---------------- | ---------------- |
| Lorène Bazolo    | 100 meter         | 11,29       | 4           | Gick inte vidare | Gick inte vidare | Gick inte vidare | Gick inte vidare |
| Arialis Gandulla | 100 meter         | 11,47       | 7           | Gick inte vidare | Gick inte vidare | Gick inte vidare | Gick inte vidare |
| Lorène Bazolo    | 200 meter         | 23,13       | 6           | Gick inte vidare | Gick inte vidare | Gick inte vidare | Gick inte vidare |
| Cátia Azevedo    | 400 meter         | 51,93       | 4           | Gick inte vidare | Gick inte vidare | Gick inte vidare | Gick inte vidare |
| Patricia Silva   | 800 meter         | 2.05,54     | 8           | Gick inte vidare | Gick inte vidare | Gick inte vidare | Gick inte vidare |
| Salomé Afonso    | 1 500 meter       | 4.06,55     | 11          | Gick inte vidare | Gick inte vidare | Gick inte vidare | Gick inte vidare |
| Marta Pen        | 1 500 meter       | 4.07,74     | 10          | Gick inte vidare | Gick inte vidare | Gick inte vidare | Gick inte vidare |
| Mariana Machado  | 5 000 meter       | 15.28,97    | 14          | —                | —                | Gick inte vidare | Gick inte vidare |
| Solange Jesus    | Maraton           | —           | —           | —                | —                | 2:45.08          | 60               |
| Fatoumata Diallo | 400 meter häck    | 56,03       | 7           | Gick inte vidare | Gick inte vidare | Gick inte vidare | Gick inte vidare |
| Ana Cabecinha    | 20 kilometer gång | —           | —           | —                | —                | 1:28.49 0SB0     | 9                |
| Vitória Oliveira | 20 kilometer gång | —           | —           | —                | —                | 1:33.04 0PB0     | 23               |
| Inês Henriques   | 35 kilometer gång | —           | —           | —                | —                | 0DNF0            | 0DNF0            |

Teknikgrenar
| Idrottare       | Gren        | Kval    | Kval      | Final            | Final            |                  |                  |
| Idrottare       | Gren        | Distans | Placering | Distans          | Placering        |                  |                  |
| --------------- | ----------- | ------- | --------- | ---------------- | ---------------- | ---------------- | ---------------- |
| Eliana Bandeira | Kulstötning | 17,79   | 21        | Gick inte vidare | Gick inte vidare |                  |                  |
| Auriol Dongmo   | Kulstötning | 19,59   | 2 Q       | 19,69            | 4                |                  |                  |
| Jessica Inchude | Kulstötning | 18,16   | 16        | Gick inte vidare | Gick inte vidare |                  |                  |
| Liliana Cá      | Diskus      | 63,34   | 7 q       | 63,59            | 8                |                  |                  |
| Irina Rodrigues | Diskus      | 57,08   | 26        | Gick inte vidare | Gick inte vidare | Gick inte vidare | Gick inte vidare |

### Mixat
| Idrottare                                                       | Gren                  | Heat     | Heat      | Final            | Final            |
| Idrottare                                                       | Gren                  | Resultat | Placering | Resultat         | Placering        |
| --------------------------------------------------------------- | --------------------- | -------- | --------- | ---------------- | ---------------- |
| Cátia Azevedo Fatoumata Diallo Ricardo dos Santos Omar Elkhatib | 4 × 400 meter stafett | 3.15,75  | 16        | Gick inte vidare | Gick inte vidare |